# أوليفر ويندل
أوليفر ويندل (بالإنجليزية: Oliver Wendell)‏ (1845-1912) هو عالم فلك أمريكي راحل. سميت فوهة صدمية على قمر فوبوس باسمه.